# Política de Gabón

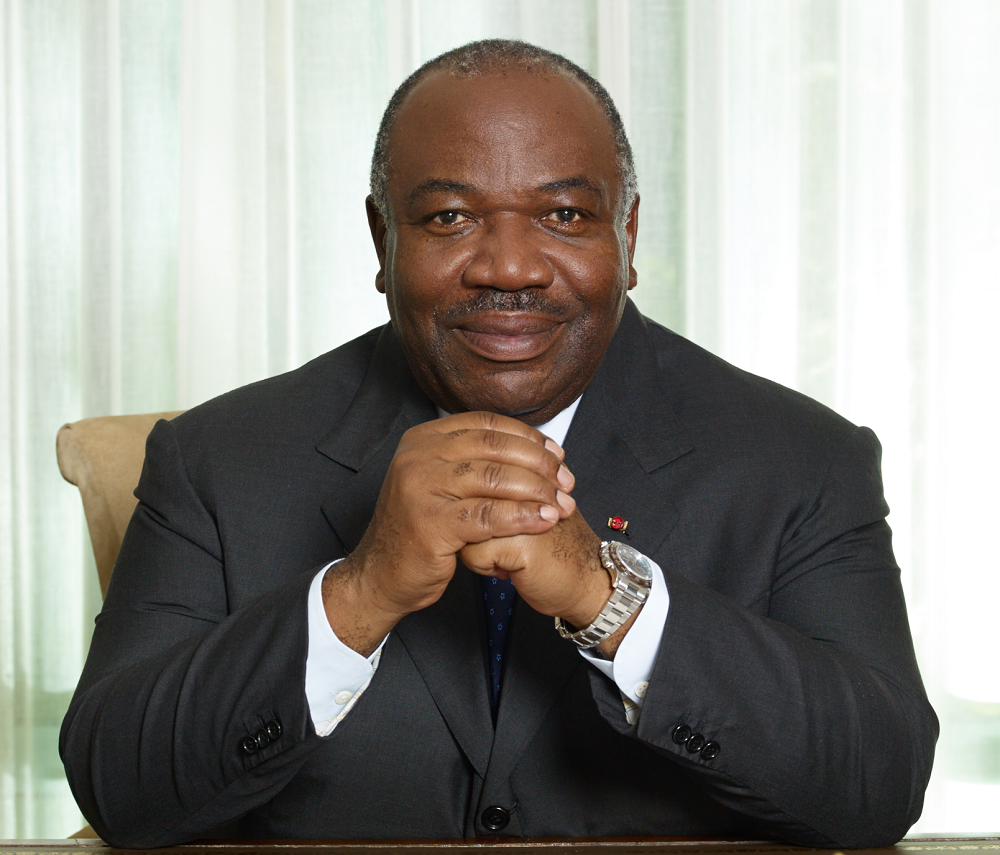
Ali Bongo, ex presidente de Gabón.

La política de Gabón se desarrolla en el marco de una república cuyo presidente es el jefe de Estado y, de hecho, también el jefe de Gobierno, ya que nombra al primer ministro y a su gabinete.

## Historia
En marzo de 1991 adoptó una nueva constitución que establece una declaración de derechos de estilo occidental, la creación de un Consejo Nacional de Democracia para supervisar y garantizar esos derechos y un consejo consultivo gubernamental para asuntos económicos y sociales. Elecciones legislativas multipartidistas se realizaron en 1990-1991, a pesar de en esa altura aún no haberse formalizado la legalización de los partidos de la oposición.
El expresidente de Gabón, El Hadj Omar Bongo, fue reelegido en diciembre de 1998 consiguiendo un 66% de los votos. Aunque los principales partidos de oposición hayan hecho acusaciones de que las elecciones fueron manipuladas, no se asistió a la turbulencia que se siguió a las elecciones de 1993. El presidente mantiene amplios poderes, tales como la capacidad de disolver la Asamblea Nacional, de declarar el estado de sitio, de aplazar la legislación, de determinar la realización de referéndums y de nombrar y destituir al primer ministro y a los miembros del gobierno.
Con la muerte de El Hadj Omar Bongo en 2009, le sucedió su hijo Ali Bongo tras triunfar en las elecciones presidenciales de 2009 y que se reeligió en 2016 y 2023. Ali Bongo fue derrocado en 2023 por un golpe de Estado liderado por el general Brice Oligui.